# 安政の大地震

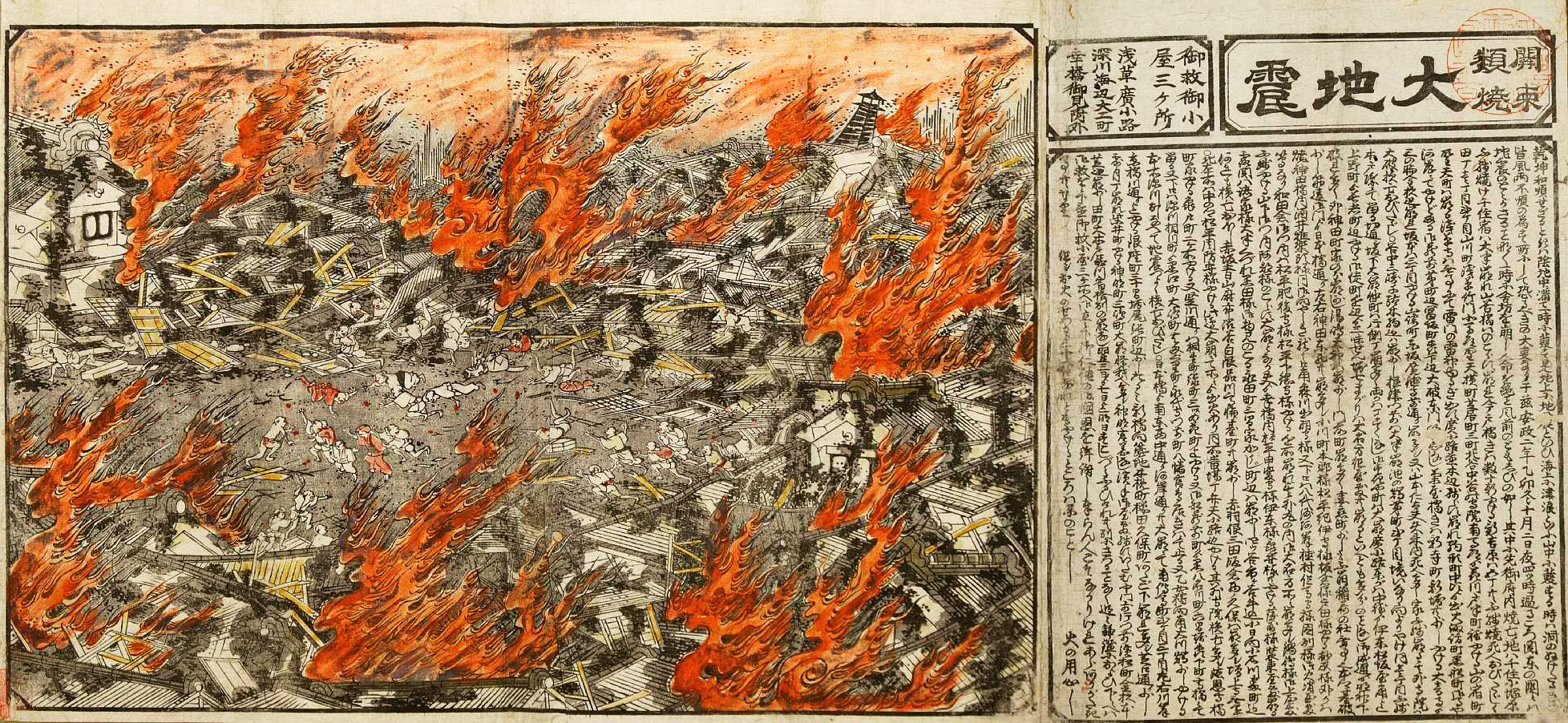
安政の大地震絵図。江戸地震の惨禍。

安政の大地震（あんせいのおおじしん/だいじしん）は、江戸時代後期の安政年間（1850年代）に、日本各地で連発した大地震である。
世にいう「安政の大地震」は、特に1855年（安政2年）に発生した安政江戸地震を指すことが多いが、この前年にあたる1854年（安政元年）に発生した南海トラフ巨大地震である安政東海地震および、安政南海地震も含める場合もあり、さらに飛越地震、安政八戸沖地震、その他伊賀上野地震に始まる安政年間に発生した顕著な被害地震も含めて「安政の大地震」と総称される。
安政大地震、あるいは安政地震とも呼ばれるが、単に「安政地震」と言えば、南海トラフが震源と推定される宝永地震や昭和地震に対比して、安政東海地震と安政南海地震を総称して呼ぶ場合もある。
1854年の伊賀上野地震、安政東海地震、安政南海地震および豊予海峡地震は、安政の前の嘉永7年に発生した地震であり、当時の文書、日記、瓦版などは「嘉永七年甲寅・・」と記され、地震後の嘉永7年11月27日（1855年1月15日）に安政に改元されたため、本来「嘉永の大地震」と呼ぶべきであるが、明治改元の際、詔勅で「慶応4年（1868年）を明治元年と改元する」とされ、慶応4年1月1日に遡り明治元年と改元された例に倣い、「嘉永7年1月1日に遡って安政元年に改元された」と解釈され、「安政の大地震」でよいとされる。
歴史年表は嘉永7年（1855年）1月1日に遡り安政元年とし、『大日本地震史料』から『理科年表』に至る各種の地震史料はこの方式を採用している。

## 幕末に連発した大地震

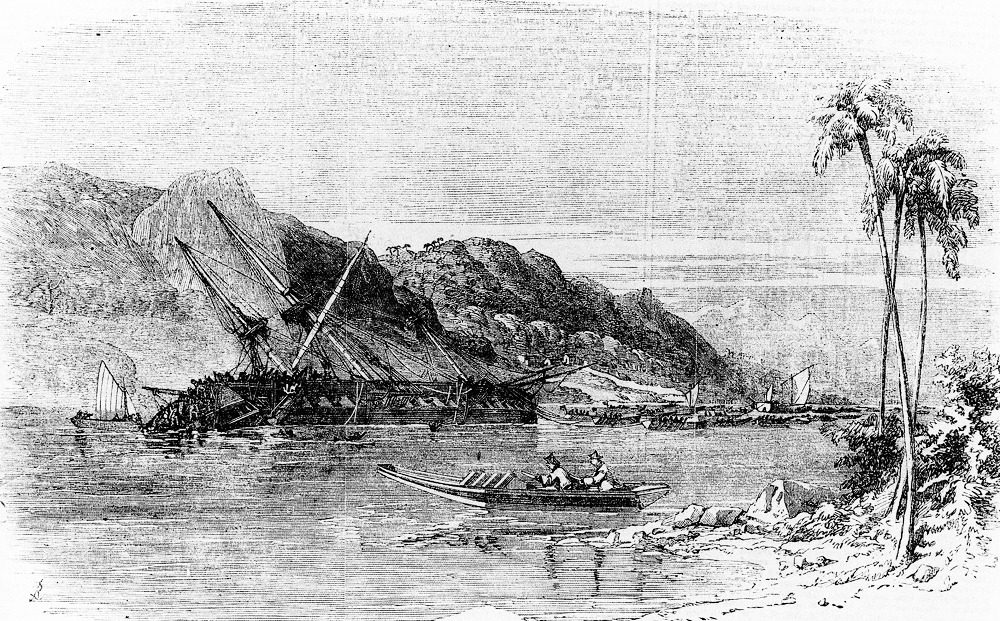
ディアナ号

1853年7月8日（嘉永6年6月3日）にはアメリカ合衆国の黒船来航、同年8月22日（7月18日）にはロシア海軍のディアナ号が来航し、江戸幕府は相次いで開港を迫られる時勢にあった。ディアナ号で来航したプチャーチンは、嘉永7年11月4日の安政東海地震に遭遇する直前の11月1日に下田の福泉寺で幕府から派遣された川路聖謨らと会見し、下田が安全な港でないことを力説し、代港を強く求めていた。
東海地震津波で荒廃した下田はその後、長崎を凌ぐ日本の外交の最前線となり、1856年にはハリスが着任して幕府との交渉にあたった。
「安政の大地震」はこのような幕末の多難な状況下で討幕運動に呼応するかの如く連発した大地震であった。
| 安政以前 - 1847年5月8日（弘化4年3月24日）- 善光寺地震。 - 1853年3月11日（嘉永6年2月2日）- 小田原地震。 - 1853年7月8日（嘉永6年6月3日）- ペリー来航。浦賀沖。 - 1853年8月22日（嘉永6年7月18日）- プチャーチン来航。長崎。 |
| 安政年間 - 1854年3月31日（嘉永7年3月3日）- 日米和親条約締結。 - 1854年5月2日（嘉永7年4月6日）- 京都大火。禁裏より出火、炎上。 - 1854年5月17日-（嘉永7年4月21日-）- 下田了仙寺対談。マシュー・ペリーと幕府側との通貨交換率の交渉。 - 1854年7月9日（嘉永7年6月15日）- 伊賀上野地震。 - 1854年12月23日（嘉永7年11月4日）- 安政東海地震（巨大地震）。津波でディアナ号遭難。 - 1854年12月24日（嘉永7年11月5日）- 安政南海地震（巨大地震）。 - 1854年12月26日（嘉永7年11月7日）- 豊予海峡地震。 |
| - 1855年1月15日（安政元年11月27日）- 安政に改元。曳航中ディアナ号座礁。4日後に沈没。 - 1855年2月7日（安政元年12月21日）- 日露和親条約締結。 - 1855年3月18日（安政2年2月1日）- 飛騨地震。 - 1855年9月13日（安政2年8月3日）- 陸前で地震。 - 1855年11月7日（安政2年9月28日）- 遠州灘で地震。東海地震の最大余震。 - 1855年11月11日（安政2年10月2日）- 安政江戸地震。藤田東湖・戸田蓬軒圧死。 - 1856年8月21日（安政3年7月21日）- ハリス下田に総領事として着任。 - 1856年8月23日（安政3年7月23日）- 安政八戸沖地震（巨大地震） - 1856年10月7日（安政3年9月9日）- 下田御用所にてハリスと幕府側との通貨交換率の交渉。 - 1856年11月4日（安政3年10月7日）- 江戸で地震。 - 1857年7月14日（安政4年閏5月23日）- 駿河で地震。 - 1857年10月12日（安政4年8月25日）- 伊予・安芸で地震（芸予地震）。 - 1857年12月20日（安政4年11月5日）- 吉田松陰が松下村塾を引き継ぐ。 - 1858年4月9日（安政5年2月26日）- 飛越地震。 - 1858年7月8日（安政5年5月28日）- 八戸沖で地震。 - 1858年7月29日（安政5年6月19日）- 日米修好通商条約締結。続いて蘭、露、英、仏と五カ国条約。 - 1858年10月11日-（安政5年9月5日-）- 安政の大獄が始まる。 - 1859年1月5日（安政5年12月2日）- 石見で地震。 - 1859年7月1日（安政6年6月2日）- 横浜港・函館港・長崎港開港。幕末の通貨問題。 - 1859年10月4日（安政6年9月9日）- 石見で地震。 - 1860年3月24日（安政7年3月3日）- 桜田門外の変。井伊直弼が暗殺される。 |
| 安政以後 - 1867年11月9日（慶応3年10月14日）- 大政奉還。 - 1868年4月5日-（慶応4年3月13日-）- 勝・西郷会談。江戸開城。 |

## 幕府・各藩の被害状況
安政年間の地震に関する幕府への領内・江戸屋敷の被害報告は『書付留』、『御城書』および『幕府沙汰書』などに記録され、各藩が拝借金を願出ている。
伊賀上野地震
- 津藩 : 城内住居向大破、家中・町郷共に悉く破損に付き拝借金を願出た（『御城書』）。
- 桑名藩 : 居城が破損し、領内の川々の堤の損所も少なからずに付き拝借金5000両を願出た（『御城書』）。

東海地震
- 東海道筋 : 箱根は本陣が潰れ、三島・原・蒲原は皆倒れ、沼津・由比・興津・府中・鞠子・岡部・島田・金谷は家屋倒壊が著しく、吉原・江尻は大半を焼失、掛川・袋井は崩れた後焼失した（『嘉永甲寅諸国地震記』『三災録』『嘉永七年甲寅十一月四日大地震津浪』）。
- 沼津藩 : 沼津城二之丸で住居向が悉く潰れ、本丸、三之丸、侍屋敷、領分の在町も夥しく破損した（『書付留』）。
- 遠江気賀 : 高潮差入れ、田畑凡2800石が沈下して汐下となり湖の一部となった（『書付留』）。
- 尾張藩 : 4日・5日、余程の地震で所々破損があった。田畑6940石が存亡、材木426本などが津浪で流された（『御城書』）。
- 高遠藩 : 城内住居向破損数ヶ所、櫓・塀・門・侍屋敷・長屋破損（『書付留』）。
- 長島藩 : 城内住居向・櫓・士屋敷・在町など潰家があった（『書付留』）。
- 加納藩 : 4日・5日の地震で城内・侍屋敷・町郷潰家、堤が破損した（『書付留』）。
- 神戸藩 : 城内並び家中・城下村方・町屋・寺院など破損箇所があった（『書付留』）。
- 膳所藩 : 4日・5日の地震で本丸湖水高塀・三之丸水門・門・住居向破損、近国並び東海道宿々不容易となった（『書付留』）。

南海地震・豊予海峡地震
- 紀州藩 : 城内は破損なし、海岸付近の浦々は人家が多分に流失、死人多数、年貢米積船・廻船・漁船流失。16万8千石の田畑が津浪で荒れ、家26608軒が流失した（『御城書』）。
- 大坂 : 人家多く潰れ、大潮差込、船が木津川・安治川の上流側へ流され橋を落とし死者多数を出した（『嘉永甲寅諸国地震記』『続地震雑纂』）。
- 尼崎藩 : 4日・地震で櫓・住居向が多数破損、5日の地震津浪で城下・市郷とも数ヶ所潰家あり（『書付留』）。
- 松江藩 : 城内は別条なし、出雲では倒家、損所数多し（『書付留』）。
- 大洲藩 : 5日の地震で城内が所々破損し、7日の地震でも城内外、侍屋敷、町郷倒家、潰家があった（『書付留』）。
- 伊予吉田藩 : 5日から7日の地震で住居向・侍屋敷・在町共、潰家多数、海岸付近は高浪で所々破損した（『書付留』）。
- 土佐藩 : 城下上町は無事、下町・種崎などで死者356人。甲浦・須崎など浦々で家が皆流失した（『続地震雑纂』）。

江戸地震
- 江戸 : 希有なる大地震で所々出火し、江戸城は櫓・門・塀・石垣など震崩されずというところなし。若年寄・老中らが登城し御機嫌を伺った。天水桶の水がこぼれるほどの揺れならば御機嫌伺いに参るのが当時の慣習であった[28]。御曲輪内・小川町・下谷・根津・浅草・本所・深川・吉原・千住などは潰家が多かった（『幕府沙汰書』『時風録』）。将軍家定は江戸城の吹上御庭に避難した（『丹後国田辺藩牧野家日記』）。全体の死者は武家方・社家・寺院を籠めて幾ばくの人数か分からないが、取集めなば必1万人に余るなるべし。変死人の届出数は3万人余或は5万人余とも聞え、到て甚だしきは20万余人などと聞えるが何れも皆浮説にて取るべからず（『破窓の記』）。
- 江戸市中の大名屋敷・旗本屋敷も倒壊、破損、焼失など甚大な被害を生じ、例えば鳥取藩邸の被害の様子が『江戸御上屋敷ノ図』に詳細に記録されている[6]。

八戸沖地震
- 箱館 : 潰家・けが人は無かったが、1丈余（3m余）の高浪で床上浸水があり海岸通に不便が生じた（『時風録』）。
- 八戸藩 : 城内殿中が所々破損し湊村は海嘯のため浸水流家があった（『八戸藩史稿』）。
- 津軽藩 : 町中所々鴨居がはなれ、所々で寄砂割れ、水湧き出しがあった（『津軽藩日記』）。
- 南部藩 : 場所により潰家もあり、海岸通りは高汐押し入り流家があった（『利剛公御在府御留守留』）。

芸予地震
- 西条藩 : 居城住居向・櫓門・他が大破。拝借金を願出た（『幕府沙汰書』）。
- 大洲藩 : 城内住居向・石垣破損。土地が破裂し侍屋敷・町郷大破が夥しかった（『御城書』）。

飛越地震
- 富山藩 : 大鳶山崩れ谷を塞ぎ、四月廿六日に潰決し十箇村が埋まった（『前田富山家譜』）。
- 丸岡藩 : 城内住居向・石垣が崩れ、金2000両の拝借を願出た（『幕府沙汰書』）。
- 大野藩 : 侍屋敷、在町で所々破損、川除石垣・道路が夥しく崩れた（『御城書』）。

| 地名     | 全潰      | 半潰 | 焼失 | 死者       | 田畑損 |
| -------- | --------- | ---- | ---- | ---------- | ------ |
| 桑名藩   |           | 35   |      |            |        |
| 津藩     | 90        | 108  |      |            |        |
| 四日市宿 | 300-400   |      | 60余 | 150余      |        |
| 伊賀上野 | 478       | 7743 | 6    | 130        |        |
| 郷方     | 1400-1800 |      |      | 460余      |        |
| 奈良     | 約500     |      |      | 60余-300余 |        |
| 大和郡山 | 150       |      |      | 120-130    |        |

| 地名       | 全潰              | 半潰 | 破損 | 焼失  | 流家      | 死者  | 流死    | 田畑損 | 津波遡上高 |
| ---------- | ----------------- | ---- | ---- | ----- | --------- | ----- | ------- | ------ | ---------- |
| 三島宿     | 986               | 47   |      | 45    | 270       | 42    |         |        |            |
| 沼津藩     | 侍屋敷62 領内1648 | 823  |      |       |           | 51    |         |        |            |
| 下田       |                   |      |      |       | 927       |       | 122     |        | 6-9m       |
| 戸田       |                   |      |      |       |           |       | 30      |        |            |
| 袋井宿     | 9割潰             |      |      |       |           | 200   |         |        |            |
| 久能山     | 257               | 88   |      |       |           | 10    |         |        |            |
| 駿府       | 多                |      |      | 約600 |           | 200余 |         |        |            |
| 相良       | 700               |      |      |       |           |       |         |        | 5.5m       |
| 新居宿     | 40                |      |      |       |           |       |         |        | 3m         |
| 舞阪宿     | 58                |      | 214  |       | 8         |       |         |        | 4.9m       |
| 三河吉田藩 | 650余             |      |      |       |           | 14    | 11      |        |            |
| 尾張藩     | 倒壊流失4100      |      |      |       |           | 4     |         | 6940石 |            |
| 甲府       | 町屋7割           |      |      |       |           | 150   |         |        |            |
| 松本藩     | 52                |      |      |       |           | 5     |         |        |            |
| 松代藩     | 152               |      |      |       |           | 5     |         |        |            |
| 福井藩     | 240               |      |      |       |           | 4     |         |        |            |
| 和具       |                   |      |      |       |           | 36    |         |        | 8-10.9m    |
| 甲賀       |                   |      |      |       | 134       |       | 11      |        |            |
| 錦         |                   |      |      |       |           | 9     |         |        |            |
| 紀伊長島   |                   |      |      |       | 480余     |       | 23      |        |            |
| 尾鷲       |                   |      |      |       | 661       |       | 198-201 |        | 6m         |
| 仁木島     |                   |      |      |       | 172       |       | 13      |        | 9m         |
| 新鹿       |                   |      |      |       | 多数・8割 | 4     | 多数    |        | 8-11.5m    |

| 地名       | 全潰        | 半潰 | 破損 | 焼失 | 流家         | 死者 | 流死       | 田畑損   | 津波遡上高 |
| ---------- | ----------- | ---- | ---- | ---- | ------------ | ---- | ---------- | -------- | ---------- |
| 大坂       |             |      |      |      |              |      | 700余-7000 |          | 2.5-3m     |
| 紀州藩     | 潰破損18086 |      |      |      | 8496         |      | 699        | 168000石 |            |
| 紀伊田辺藩 | 255         |      |      | 441  | 532          |      | 24         |          | 3-3.6m     |
| 広村       | 10          |      |      |      | 125          |      | 36         |          | 4-8m       |
| 加古川     | 約80        |      |      |      |              |      |            |          |            |
| 岡山藩     | 89          | 89   |      |      |              | 1    |            |          |            |
| 出雲杵築   | 150         |      |      |      |              |      |            |          |            |
| 広島藩     | 22          |      |      |      |              |      |            |          |            |
| 伊予松山藩 | 1500        | 1500 |      |      |              |      |            |          |            |
| 宇和島藩   |             |      |      |      | 潰・流失2360 |      |            |          |            |
| 丸亀藩     | 50          |      |      |      |              |      |            |          |            |
| 徳島藩     | 3066        |      |      |      |              |      |            |          |            |
| 木岐       |             |      |      |      | 190          |      |            |          |            |
| 牟岐       |             |      |      |      | 560余        |      | 20         |          | 5-9m       |
| 宍喰       | 15          |      |      |      | 141          |      | 8          |          | 5-6m       |
| 土佐藩     | 3082        |      |      | 2481 | 3202         |      | 372        |          | 5-8m(25m)  |
| 府内藩     | 4546        |      |      |      |              | 18   |            |          |            |
| 臼杵藩     | 約500       |      |      |      |              |      |            |          |            |
| 延岡藩     | 248         |      |      |      |              |      |            |          | 2m         |

| 地名       | 全潰 | 半潰 |
| ---------- | ---- | ---- |
| 大洲藩     | 有   |      |
| 伊予吉田藩 | 有   |      |
| 府内藩     | 400  |      |
| 別府       | 200  |      |
| 鶴崎       | 100  |      |

| 地名   | 全潰  | 半潰 | 破損 | 焼失   | 死者                                 | 田畑損    | 津波遡上高 |
| ------ | ----- | ---- | ---- | ------ | ------------------------------------ | --------- | ---------- |
| 江戸   | 14346 |      |      | 2.2km2 | 町方4741前後 大名屋敷約2600-約1万5千 | 損所3万石 |            |
| 佐倉藩 | 21    |      |      |        |                                      |           |            |
| 幸手藩 | 17    |      |      |        |                                      |           |            |
| 松戸宿 | 33    |      |      |        | 5                                    |           |            |
| 木更津 | 2-3   |      |      |        | 2                                    |           | 海水動揺   |
| 川崎   | 1726  |      |      |        |                                      |           |            |

| 地名   | 全潰    | 半潰 | 破損 | 焼失 | 流家        | 死者 | 流死  | 田畑損   | 津波遡上高 |
| ------ | ------- | ---- | ---- | ---- | ----------- | ---- | ----- | -------- | ---------- |
| 八戸藩 | 189     | 53   |      |      | 33-100      |      | 5     | 1700石余 | 3m         |
| 青森   | 蔵潰3   |      |      |      |             |      |       |          |            |
| 南部藩 | 100-106 |      |      |      | 93          |      | 26    |          |            |
| 仙台藩 |         |      |      |      |             | 6    |       |          |            |
| 白銀村 |         |      |      |      | 凡100       |      |       |          |            |
| 湊村   |         |      |      |      | 潰・流家200 |      |       |          |            |
| 宮古   | 124     |      |      |      |             | 3    |       |          | 3.5m       |
| 船越   |         |      |      |      | 27-50       |      | 21-26 |          | 5m         |
| 大槌   |         |      |      |      | 64          |      | 21    |          | 5m         |
| 釜石   |         |      |      |      | 17-24       |      |       |          |            |
| 気仙沼 |         |      |      |      |             |      | 3     |          |            |

| 地名   | 全潰 | 半潰 | 破損 | 焼失 | 死者 | 田畑損 |
| ------ | ---- | ---- | ---- | ---- | ---- | ------ |
| 広島藩 | 有   |      |      |      | 有   |        |
| 今治藩 | 3    | 8    |      |      | 1    |        |
| 郡中   |      |      |      |      | 4    |        |

| 地名             | 全潰                     | 半潰 | 破損 | 焼失 | 死者    | 田畑損  |
| ---------------- | ------------------------ | ---- | ---- | ---- | ------- | ------- |
| 飛騨             | 319-323                  | 377  |      |      | 203-209 |         |
| 神岡             | 32                       | 106  |      |      | 10      |         |
| 富山藩           | 潰・半潰足軽318 在町1872 |      |      |      | 40-50   | 6250石  |
| 石動             | 20-92                    | 5    |      |      |         |         |
| 加賀藩           | 114                      | 114  | 114  |      |         | 25798石 |
| 大聖寺藩         | 約20-148                 |      |      |      |         |         |
| 丸岡             | 30                       | 130  |      |      |         |         |
| 立山温泉（本宮） |                          |      |      |      | 36      |         |

津波で人家が流失した舞阪町で死者が無かったのは、1707年に当地で甚大な被害のあった宝永津波の教訓が生かされ、宍喰など阿波沿岸でも死者が少なかったのは前日の東海地震津波の教訓が生かされたためとされる。志摩半島の国崎で東海地震津波は7丈5尺（22.7m）の高さであったと記録されるが（『常福寺津波流失塔』）、この地域は1498年の明応津波後に高所移転していたため被害は最小限に留まった。
常願寺川上流部の大鳶山・小鳶山は飛越地震で山体崩壊を起こして湯川と真川を堰止め、やがて安政5年3月10日に崩壊して岩石土砂流となりて常願寺川を埋め尽くし、4月26日には再び大洪水を引き起こした。これ以降、常願寺川では洪水・土砂災害が年毎に激しくなっていったため、明治期に本格的な治水工事が行われるに至った。
各々の震災の全体像、特に東海地震・南海地震の被害の全体像は諸説あり明らかではない。畿内・紀伊半島附近の東海地震と南海地震被害の区別や、四国西部・九州の南海地震と豊予海峡地震被害の区別は困難である。
| 地震名         | 潰家          | 死者        | 田畑損                               | 津波遡上高 |
| -------------- | ------------- | ----------- | ------------------------------------ | ---------- |
| 伊賀上野地震   | 上野2250      | 1500余      |                                      |            |
| 安政東海地震   | 潰・焼失3万軒 | 2000 - 3000 | 伊勢・紀伊汐入16万8000石余『御城書』 | 21.7m      |
| 安政南海地震   | 数万          | 数千-1万    | 伊勢・紀伊汐入16万8000石余『御城書』 | 16.1m      |
| 安政江戸地震   | 15294軒余     | 7468 - 1万  | 損所3万石                            | 海水動揺   |
| 安政八戸沖地震 | 400余         | 数十        | 八戸1700石余                         | 6m         |
| 飛越地震       | 数千          | 数百        | 変地約3万2千石                       |            |

幕府は砲台など国防のための整備が急務であった時期に、小田原地震や東海地震・南海地震などの被害に対する諸藩への復興資金の貸付に加えて、江戸地震災害による旗本・御家人の救済、被災者の救援および倒壊・破損した市中の復興に多額の出費を強いられた。
加えて、諸大名・旗本らも同様の状況であり、東海地震・南海地震を初めとする国元の被害に加え、江戸屋敷の被災もあり、資材・資金・労働力の徴収として影響は領民に及んだ。

## 社会的影響

### 瓦版と鯰絵の流行
| 「世直し鯰の情」。 |  | 「地震よけの歌」。 |
| 「世直し鯰の情」。 |  | 「地震よけの歌」。 |

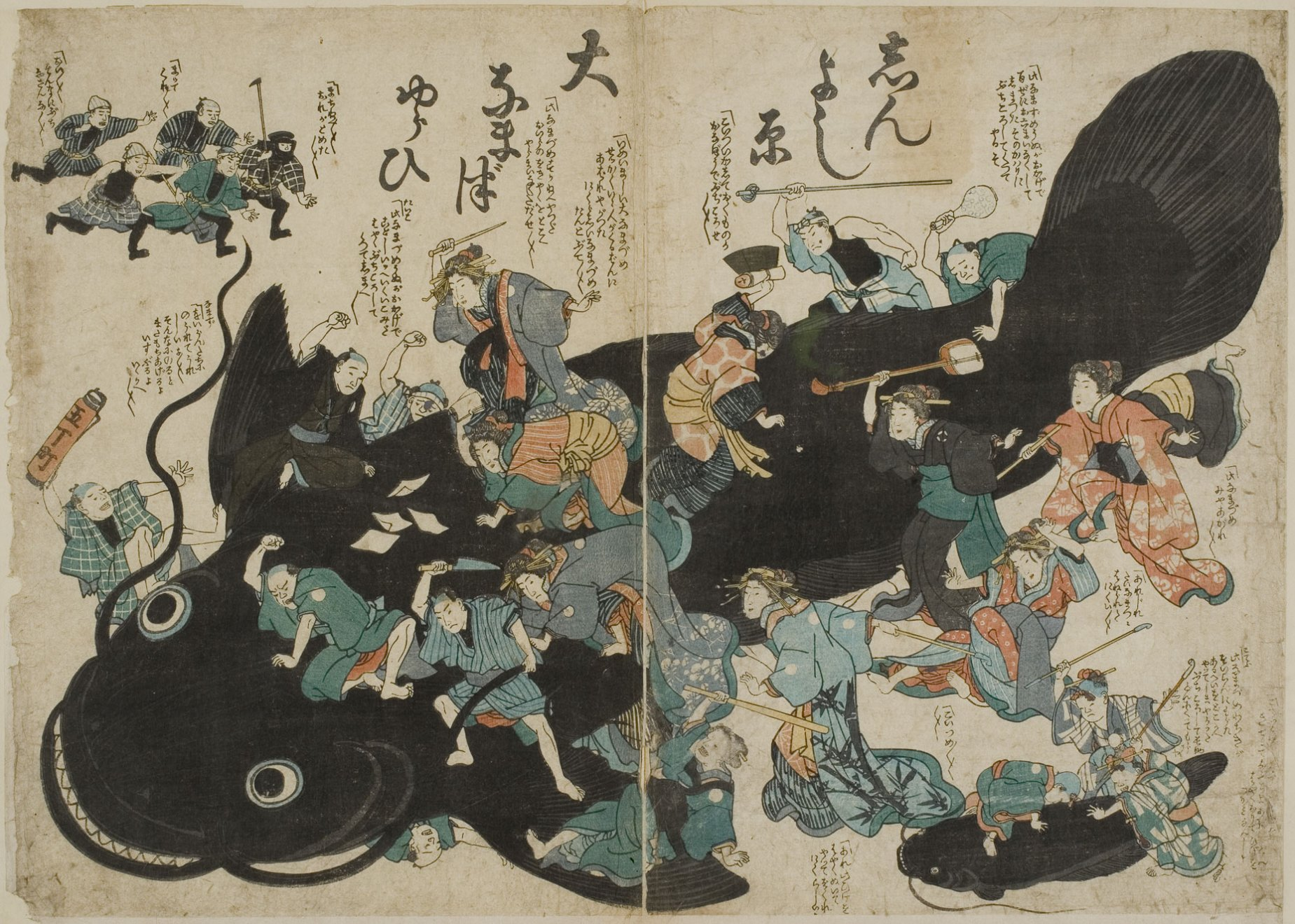
鯰絵「しんよし原大なまづゆらひ」。

江戸地震後には夥しい数の瓦版や鯰絵が巷に出回り、よく売れたとする記録が少なくない（『武江地動之記』『なゐの日並』など）。瓦版には市民の情報獲得に対する欲求を満たす役割があり、中には国元の縁者に自身や親子兄弟の安否を刷り込み知らせるものもあった。京都・大坂・江戸の三都に店舗を抱える大商人らは東海地震で経済網が寸断され、南海地震津波で大坂が甚大な被害となる危機に陥り、ここで定雇の飛脚屋が情報伝達を担い、また被害情報を一枚摺にして発行した。
安政の当時には依然として大地震などの災害が、天罰として世の乱れを糺すべく天が凶兆を以て警告するのだとする思想が根強かった。鯰絵の中には「世直し鯰の情」として被災者を助ける様子を描いたもの、また復興景気に沸く大工や庶民に小判、銭あるいは米俵を投げ与えているものまである。
一方で、世情の批判や風刺あるいは無責任な流言・風説を描いた瓦版や鯰絵など許可を得ない「無改物」の出版を幕府は厳しく取り締まった。地震1ヶ月後の11月2日には読売・浮説取締りの町触が出され、地本問屋を通して手入れが行われた。江戸地震のルポルタージュ『安政見聞誌』は発禁とされ、版元は処払いの処罰を受けた。この『安政見聞誌』や『破窓の記』などには江戸各所の被害が詳細に記録され、地震当日から余震がその強さに応じて黒丸（夜）および白丸（昼）の大きさで表示されている。

### 幕府・藩による救済策
東海地震津波で被災した下田では、6日後の嘉永7年11月10日に御救米が到着し、被災した1065軒に対し総額9855両が10年年賦で貸し与えられた。
土佐藩は南海地震後、泥棒対策の高札を立て、盗賊対策のため番小屋を建てた。さらに米穀・諸物資の過度の値上げ禁止、職人の手間賃の過度の値上げを禁止した。商人である濱口梧陵が紀州藩に願い出て、私財を投じて堤防を築く工事が行われた例もある。
江戸地震後、幕府は物価高騰抑制・大工の工賃値上げ禁止の町触を出した。しかし効果は薄く手間賃は平時の数倍から十倍以上に騰貴し、地震当日に続いてその後10月5日、10月7日、10月18日、10月19日、10月26日、10月27日と繰り返し高値禁令が出された。
安政2年10月4日以降、御救小屋が浅草広小路、幸橋御門外、深川海辺大工町、上野御火除地および深川永代寺に建てられ、炊き出しや御救米が支給された（『破窓の記』）。
幕府は藩主・老中らに国元や江戸屋敷の被害報告を提出させ、拝借金の申し渡し書を受付けている。

### 維新への社会動向
浜松藩では1848年に大規模な一揆が起きており、これは水野忠邦が藩主時代老中になるための運動資金を領民から収奪した上に、借入金を返済せずに浜松から立ち去ろうとした行動に対する不満から発生したものであり、民衆が不安定な生活の中からも幕府や各藩が深刻な財政危機に陥り幕藩体制が綻びていくなか新しい時代を求めていた時代に発生した東海地震であった。
鯰絵には地震の発生を歓迎するような詞書が添えられているものが少なくなく、それは災害によって旧体制を崩壊させ、新しい世界の出現を期待する庶民の心情が込められているとの指摘もある。
『破窓の記』には、弘化4年（1847年）は信州善光寺辺、嘉永6年（1853年）は豆州二州そこそこの大地震、嘉永7年（1854年）は五畿七道なべて大地震、大海波など前代未聞と承りしも江府（江戸）は強からず、今度の大震（江戸地震）には、すべき心術もなし、（中略）末世といえどもかけまくも賢きと記されている。
江戸地震では小石川の水戸藩邸の長屋が倒壊し、「水戸の両田」と呼ばれた藤田東湖と戸田蓬軒ら48人が圧死した。水戸学の開祖藤田幽谷の息子である東湖は人望が高く、指導的立場にあった両田を失った水戸藩は天狗派と保守門閥派に分裂して抗争を繰り返して衰退し、1860年の桜田門外の変へとつながっていった。ペリー来航以来、幕府の絶対的権威は低下し、地震で崩れ緩んだ江戸城の石垣をみる市民らは「徳川様の天下も間もなく崩れるか」と囁きあった。
酒井右京亮・本多越中守・松平伊賀守・松平玄蕃守ら幕府の中枢をになう官僚の屋敷が建ち並んでいた御曲輪内は、沖積地や埋立の地盤の悪い土地であり住居向皆潰や半潰といった被害に見舞われた。
その後も大風水害、コレラ・麻疹の流行、アヘンの蔓延、欧米諸国の侵攻、尊王攘夷運動、貿易による物価高騰などが待ち受けており、混迷と流血の歳月を経て、江戸地震から12年後、江戸幕府は倒れた。

## 南海トラフ巨大地震前後に発生する内陸地震

1847-1858年の大地震の震度分布

天保期は総じて大地震は少なかったが、弘化・嘉永・安政期に至る間には、特に1853年小田原地震以降、広範囲にわたる被害をもたらした大地震が相次いだ。小田原地震によって伊豆内弧とフィリピン海プレートとの留め金が外れ、支えを失って東海地震が発生しやすくなるとする説もある。
善光寺地震を皮切りに、越後頚城郡の地震 → 嘉永5年12月17日（1853年1月26日）信濃埴科郡の地震 → 嘉永6年2月2日（1853年3月11日）の小田原地震 → 嘉永7年6月15日（1854年7月9日）の伊賀上野地震 → 同7月20日（1854年8月13日）の伊勢の地震 → と東海地震の震央を目指して行った様に見える。
安政東海地震・南海地震のような南海トラフ巨大地震の前後には、約50年前から西日本を中心に内陸地震の発生が活発になり始め、その後10年程度は活発な状態が続くことが知られ、巨大地震の後のしばらくの時期は内陸地震が頻発するとされる。
また、1855年3月15日には遠江・駿河で液状化が起こる程度の地震があり、1855年11月7日の遠州灘の地震は安政東海地震の最大余震と考えられ、飛騨地震、江戸地震および飛越地震などは誘発地震と推定されている。